# Cyclommatus strigiceps albersi
Cyclommatus strigiceps albersi es una subespecie de coleóptero de la familia Lucanidae.

## Distribución geográfica
Habita en Yunnan, Tailandia.